# Difelikefalin
Difelikefalin ist ein Arzneistoff aus der Gruppe der selektiven κ-Opioidrezeptor-Agonisten mit Wirkung im peripheren Nervensystem. Er ist angezeigt zur Behandlung von mäßigem bis schwerem Juckreiz im Zusammenhang mit einer chronischen Nierenerkrankung (sog. urämischer Pruritus) bei Erwachsenen, die sich einer Hämodialyse („Blutwäsche“) unterziehen müssen. Die Verabreichung erfolgt intravenös. Die Zulassung erfolgte im August 2021 in den USA (Name: Korsuva, Vifor Pharma) und im April 2022 in der EU (Name: Kapruvia).
Chemisch handelt es sich um ein synthetisch hergestelltes Oligopeptid.

## Eigenschaften
Difelikefalin ist ein Oligopeptid und besitzt mehrere chirale Zentren, so dass theoretisch 15 weitere Isomere (Diastereomere und ihr Enantiomer) im Syntheseprozess entstehen könnten.
Arzneilich wird der Wirkstoff in Form des Essigsäuresalzes Difelikefalinacetat (1:x, mit 1,0 ≤ x ≤ 2,0) eingesetzt. Die lyophylisierte Substanz ist ein weißes bis fast weißes, sehr hygroskopisches Pulver, das sich leicht in Wasser löst.
Difelikefalin wirkt als ein selektiver Agonist an den κ-Opioidrezeptoren (KOR) und weist aufgrund seiner starken Hydrophilie nur eine geringe ZNS-Gängigkeit auf. Es aktiviert somit vornehmlich die KOR auf peripheren sensorischen Nervenzellen und Immunzellen. Opioidrezeptoren sind für ihre Beteiligung an der Modulation von Juckreizsignalen und Entzündungsprozessen bekannt. An µ- und δ-Opioidrezeptoren ebenso wie an einer Reihe von weiteren Rezeptoren, Ionenkanälen oder Transportern ist Difelikefalin nicht aktiv. Durch die kaum vorhandene ZNS-Gängigkeit werden mit einer zentralen Wirkung assoziierte unerwünschte Effekte wie Atemdepression, Übelkeit und Erbrechen, Sedierung oder kognitive Beeinträchtigungen unterdrückt, ebenso ist ein Abhängigkeitspotential nicht zu erwarten.

## Therapeutische Verwendung
Das zugelassene Anwendungsgebiet umfasst die die Behandlung von mäßigem bis schwerem Pruritus im Zusammenhang mit einer chronischen Nierenerkrankung bei erwachsenen Hämodialysepatienten (urämischer Pruritus, chronic kidney disease-associated pruritus, CKD-aP). Difelikefalin soll nur in Hämodialyse-Zentren zur Anwendung kommen und wird im Anschluss an eine Hämodialyse als intravenöse Injektion verabreicht.
Die häufigsten in den klinischen Studien erkannten Nebenwirkungen waren Benommenheit (Somnolenz) und Empfindungsstörungen der Haut (Parästhesien).

## Sozialrechtliche Aspekte
Nach Einschätzung des IQWiG und der AkdÄ ist der Zusatznutzen nicht belegt. Der G-BA folgte der IQWiG-Einschätzung. Dadurch wird das Medikament einer Festbetragsgruppe zugeordnet und der Hersteller kann keine Preise mit den gesetzlichen Krankenkassen aushandeln.

## Handelsnamen
Korsuva (USA), Kapruvia (EU)